# CE Nova Esperança
Der Clube Esportivo Nova Esperança, in der Regel nur kurz CENE genannt, war ein Fußballverein aus Campo Grande im brasilianischen Bundesstaat Mato Grosso do Sul.

## Erfolge
- Staatsmeisterschaft von Mato Grosso do Sul: 2002, 2004, 2005, 2011, 2013, 2014
- Staatspokal von Mato Grosso do Sul: 2010

## Stadion
Der Verein trug seine Heimspiele in der Arena da Paz in Campo Grande aus. Das Stadion hat ein Fassungsvermögen von 1500 Personen.

## Trainerchronik
Stand: 2021
| Trainer          | Nation    | von              | bis              |
| ---------------- | --------- | ---------------- | ---------------- |
| Valter Ferreira  | Brasilien | 2004             |                  |
| Velloso          | Brasilien | 1. November 2006 | 30. April 2007   |
| José Macena      | Brasilien | 2010             |                  |
| Velloso          | Brasilien | 1. Januar 2012   | 15. Februar 2012 |
| Eder Taques      | Brasilien | 2012             |                  |
| Valter Ferreira  | Brasilien | 2013             |                  |
| Paulo Roberto    | Brasilien | 2014             |                  |
| Ney Magalhães    | Brasilien | 2015             |                  |
| Denilson Rafaine | Brasilien | April 2015       |                  |